# 若宮駅
若宮駅（わかみやえき）は、福島県河沼郡会津坂下町大字五ノ併（ごのへい）にある、東日本旅客鉄道（JR東日本）只見線の駅である。

## 歴史
- 1934年（昭和9年）11月1日：開業[1]。旅客のみ取り扱い。
- 1945年（昭和20年）6月10日：休止[1]。
- 1946年（昭和21年）6月10日：営業を再開[1]。
- 1987年（昭和62年）4月1日：国鉄分割民営化により、 東日本旅客鉄道（JR東日本）の駅となる[2]。

## 駅構造
単式ホーム1面1線を有する地上駅である。会津若松駅管理の無人駅で、ホーム上に待合室が設置されている。

## 利用状況
「福島県統計年鑑」によると、2000年度（平成12年度）- 2004年度（平成16年度）の1日平均乗車人員の推移は以下のとおりであった。
| 乗車人員推移       | 乗車人員推移     | 乗車人員推移 |
| 年度               | 1日平均 乗車人員 | 出典         |
| ------------------ | ---------------- | ------------ |
| 2000年（平成12年） | 16               | [ 3 ]        |
| 2001年（平成13年） | 14               | [ 4 ]        |
| 2002年（平成14年） | 16               | [ 5 ]        |
| 2003年（平成15年） | 14               | [ 6 ]        |
| 2004年（平成16年） | 14               | [ 7 ]        |

## 駅周辺
ほとんどが水田。所々に集落が点在する。
- 福島県道22号会津坂下会津高田線

## 隣の駅
東日本旅客鉄道（JR東日本）
■只見線
新鶴駅 - 若宮駅 - 会津坂下駅